# پراناوورتال

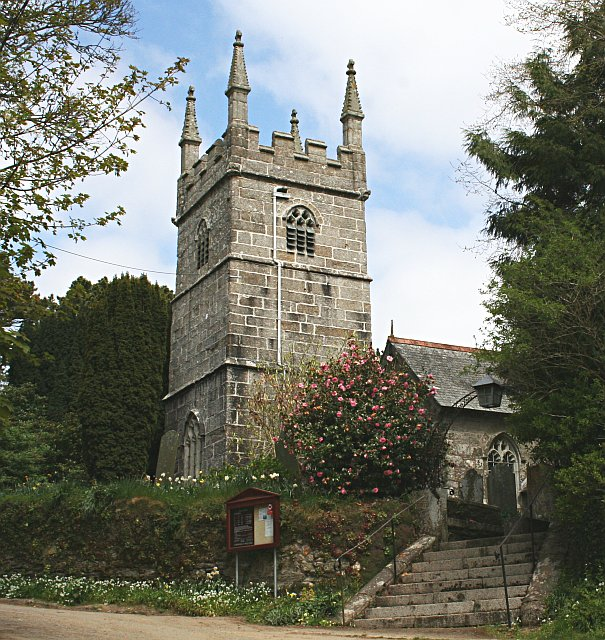
کلیسای پراناوورتال

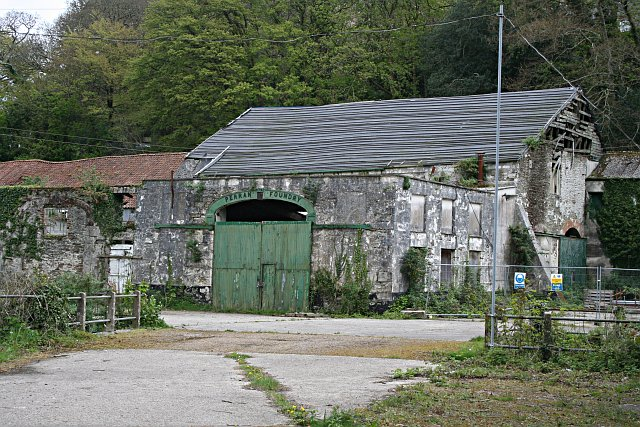
ریخته‌گری

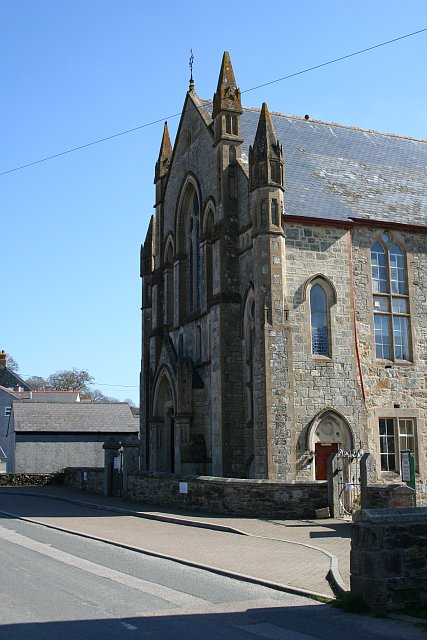
کلیسای متدیست

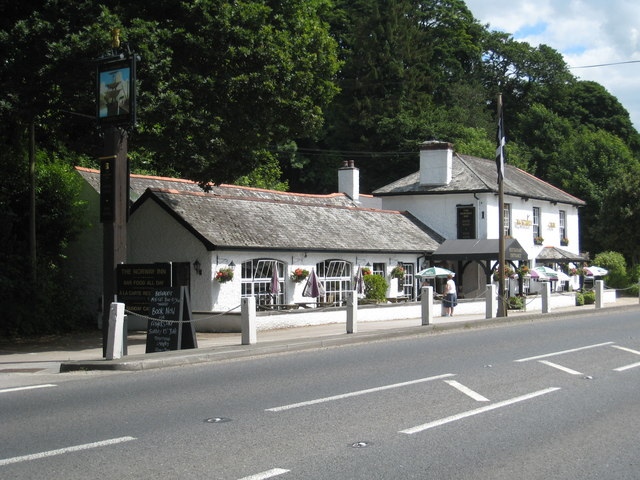
گردشگری در پراناوورتال

پراناوورتال (کرنوالی: Peran ar Wodhel) یک روستا در کورن‌وال، انگلستان، بریتانیا است.